# Wolfsland: Das Kind vom Finstertor
Das Kind vom Finstertor ist ein deutscher Fernsehfilm von Till Franzen aus dem Jahr 2020. Es handelt sich um den achten Filmbeitrag der ARD-Kriminalfilmreihe Wolfsland mit Götz Schubert und Yvonne Catterfeld in den Hauptrollen. Er wurde am 10. Dezember erstmals im Ersten Programm der ARD ausgestrahlt.

## Handlung
Im Kofferraum eines Autos, dessen Besitzer ermordet in einer Böschung am Finstertor aufgefunden wurde, entdeckt Butsch einen Jungen. Der etwa Zehnjährige bringt kein Wort heraus und wirkt stark traumatisiert. Dennoch fasst er Vertrauen zu dem Ermittler, der ihn erst einmal ‚Kaspar‘ nennt. Schulz und Delbrück gehen zunächst davon aus, dass es sich bei dem Kind um den Sohn des Mordopfers handelt. Da das Auto auf eine Frau zugelassen ist, wird diese von den Ermittlern befragt. Ailien Petrik hatte ihrem Freund Markus Straßburger das Auto geliehen und kann sich nicht erklären, was es mit dem Kind im Kofferraum auf sich haben könnte. Sie und Markus hätten keine Kinder. Da Ailien Petrik von Geldproblemen spricht, die Markus vorhatte, in Kürze zu lösen, gehen die Ermittler von einer Entführung aus. Bei dem Versuch, etwas über ‚Kaspars‘ Herkunft in Erfahrung zu bringen, stoßen sie auf das Ehepaar Drescher, dessen dreijähriger Sohn Tim vor sieben Jahren spurlos verschwunden ist. Straßburger hatte kurz vor seinem Tod versucht, Lukas Drescher in seiner Firma anzurufen. Dieser bestreitet jedoch, von einem Markus Straßburger angerufen worden zu sein. Die Aussicht, dass ihr Kind noch leben könnte, bringt das Ehepaar in einen erneuten Konflikt. Vor sieben Jahren war ihr Sohn spurlos verschwunden, Lösegeld wurde nie gefordert und die Polizei hielt sie sogar zeitweise für die Täter. Entsprechend angespannt ist ihr Verhältnis zur Polizei und ihre Ehe darüber fast zerbrochen. Während Lukas Drescher es kaum erwarten kann, seinen Sohn endlich wieder zu haben, zweifelt seine Frau daran, dass sie je wieder eine glückliche Familie sein werden. Sie weiß schon lange von dem Verhältnis ihres Mannes zu dessen Teilhaberin Cora Zornbiegel.
Butsch findet heraus, dass Straßburger den Jungen sieben Jahre lang in Tschechien bei seiner Tante versteckt gehalten hatte. Butsch lässt die Frau nach Görlitz holen und erfährt, dass ihr Neffe seinerzeit den Auftrag angenommen hatte, das Kind zu töten und dafür Geld erhalten hatte. Da ihm nun nach sieben Jahren dieses Geld ausgegangen war, hat er versucht, mit Tim erneut etwas zu verdienen. Er wollte der Person aber lediglich beweisen, dass Tim lebt und ihn nicht ausliefern. So kommen die Ermittler auf die Spur von Dreschers Geliebter. Straßburger hatte ihr Bild in einer Zeitung gesehen und sie deshalb über die Firma zu kontaktieren versucht. Nachdem Cora Zornbiegel erfuhr, dass Straßburger sie hintergangen hatte und das Kind noch lebte, hatte sie ihn umgebracht. Damit dürfte jetzt auch Tim in großer Gefahr sein, denn ihr Plan, Lukas Drescher für sich zu haben ohne „anhängende“ Familie, droht zu scheitern. Bei ihrem Eintreffen können Butsch und Delbrück die Frau gerade noch daran hindern, Tim vor den Augen seiner Eltern zu erschießen. Nachdem Zornbiegel Lukas Drescher verletzt hat und noch immer auf ihn zielt, wird sie von Delbrück erschossen.

## Nebenhandlung
Das Gefühl, verfolgt zu werden, begleitet Kommissar Schulz seit seinem letzten Fall. Er hat deshalb eine Liste möglicher Kandidaten mit Rachegelüsten gegen ihn zusammengestellt. Anfangs versucht er allein damit klarzukommen, aber Delbrück kommt dahinter und sie streiten wieder einmal. Dabei erfährt Butsch, dass seine Kollegin ihre Meinung geändert und nicht mehr vorhat, Görlitz zu verlassen. Gemeinsam gelingt es ihnen, Butschs Verfolger zu stellen und zu enttarnen.

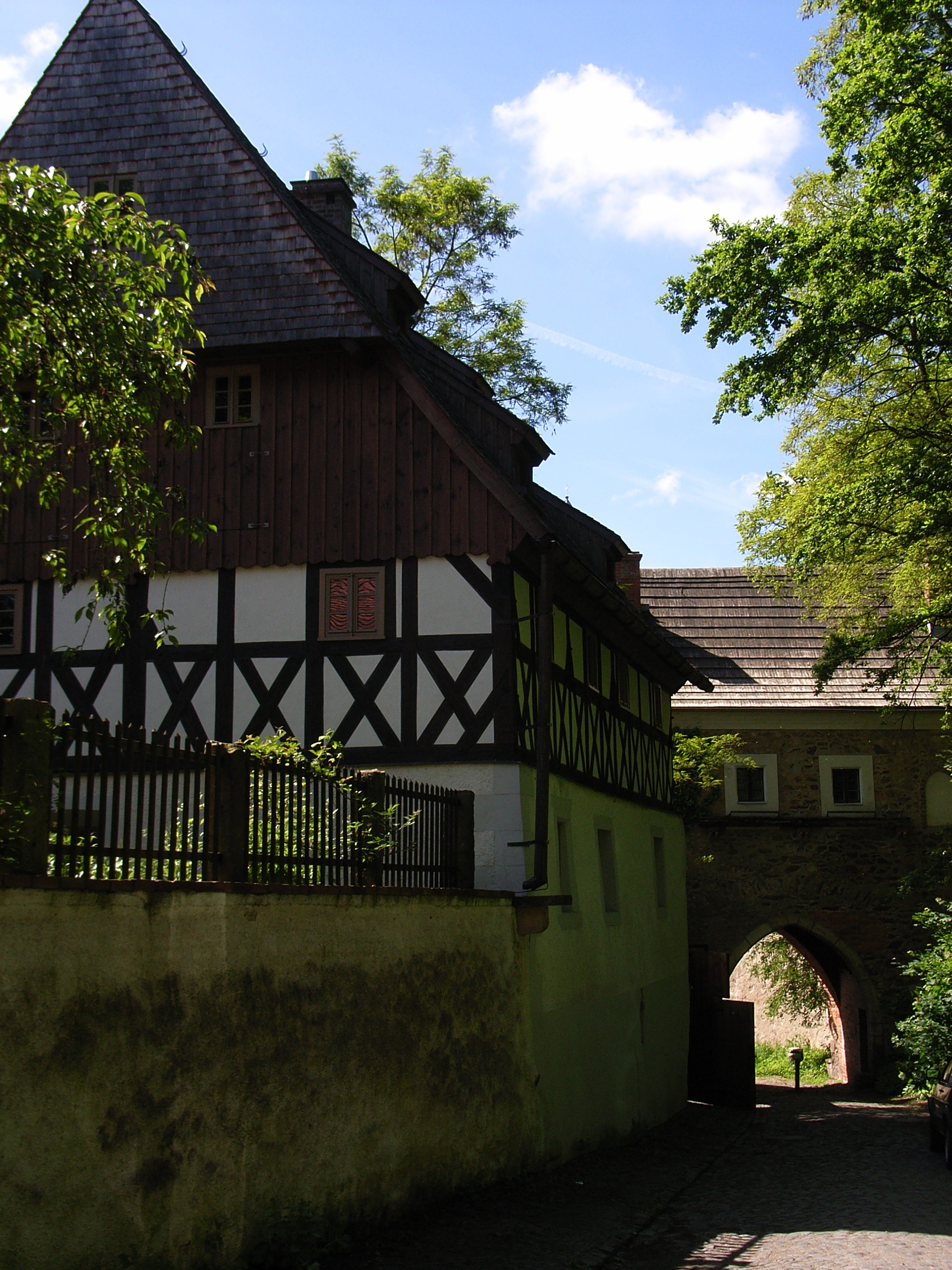
Scharfrichterhaus und Finstertor

## Produktionsnotizen
Die Dreharbeiten dauerten vom 26. September bis zum 29. November 2019 und fanden in Görlitz und Umgebung statt. Die Erstausstrahlung war am 10. Dezember 2020 in Das Erste.

## Rezeption

### Einschaltquoten
Die Erstausstrahlung von Das Kind vom Finstertor am 10. Dezember 2020 wurde in Deutschland von 5,69 Millionen Zuschauern gesehen und erreichte einen Marktanteil von 17,7 Prozent für Das Erste.

### Kritiken
Tilmann P. Gangloff schrieb auf tittelbach.tv: „Wie schon bei den beiden letzten Doppelepisoden kommt es auch diesmal beim zweiten Film zu einem unerklärlichen Qualitätsabfall, obwohl die kreativen Köpfe beide Male die gleichen waren. Die Handlung hat bei Weitem nicht das Spannungspotenzial von ‚Kein Entkommen‘“. Der Film habe „viele sehenswerte Momente. Bildgestaltung & Musik bewegen sich auf ähnlichem Niveau wie bei ‚Kein Entkommen‘, selbst wenn der erste Film insgesamt kunstvoller wirkt; die Intensität ist aber längst nicht mehr so hoch“.
Bei Prisma.de stellte Hans Czerny fest: „Das Verhalten des Jungen gießt einmal mehr Öl ins Feuer einer ohnehin brüchigen Beziehung der Ermittler.“
Oliver Alexander von Quotenmeter.de urteilte: Der Krimi beginnt als „Exkurs, um Görlitz nicht nur mit den westdeutschen Klischees eines abgewirtschafteten, desolaten, provinziellen Ödlands darzustellen, sondern auch als Ort mit Potential.“ „Erst spät kommt der Film dazu, sich an emotionaler Tiefe zu versuchen.“ „Leider flüchtet sich ‚Wolfsland‘ bald wieder in Allgemeinplätze und schematische Krimi-Handlungsstränge, anstatt sich mit vollendeter emotionaler Kraft diesem Thema zu stellen und auch die gebotene Trauer und den Schmerz auszuhalten. Denn auch ‚Das Kind vom Finstertor‘ bleibt dem ursprünglichen Konzept treu – das da heißt: ‚Der Görlitzer und die Hamburgerin‘.“